# Top Maxi Historietas completas
Top Maxi Historietas fue una revista de historietas publicada entre 1971 y 1972 en la Argentina por Cielosur Editora, bajo la dirección de César Spadari.

## Trayectoria
Top Maxi Historietas incluyó las siguientes historietas: 
| Números | Fecha         | Título                              | Guionista           | Dibujante          |
| ------- | ------------- | ----------------------------------- | ------------------- | ------------------ |
| 1-15    | 7/1971        | Ernie Pike                          | H. G. Oesterheld    | Marcos Adan        |
| 1       | 7/1971        | Mi cámara, yo y...                  | Jorge C. Morhain    | Domingo Mandrafina |
| 1       | 7/1971        | La familia Trapisonda               | Francisco Ibáñez    | Francisco Ibáñez   |
| 1       | 7/1971        | Artemio, el taxista de Buenos Aires | H. G. Oesterheld    | Néstor Olivera     |
|         |               | Freddy Ruido                        | Federico Ovejero    | Francisco Mazza    |
|         |               | Gran Prix                           |                     | César Spadari      |
|         |               | El Duro                             | Eugenio Mandrini    | Horacio Altuna     |
| 2-7     | 8/1971-1/1972 | Russ Congo                          | H. G. Oesterheld    | José Clemen        |
|         |               | Más allá del planeta Tierra         | Ray Doktor          | Néstor Olivera     |
|         | 1972          | ¡Marc!                              | Osvaldo Lamborghini | Gustavo Trigo      |